# Soy Luna en concierto
Soy Luna en concierto (Sou Luna: O Show en Brasil) es la primera gira de la serie de televisión de Disney, Soy Luna, iniciada el 24 de marzo de 2017 en Argentina y finalizando el 30 de septiembre del mismo año en Brasil. El espectáculo contiene coreografías, cambios de vestuario, escenografía y un gran repertorio musical, incluyendo los éxitos «Alas», «Vuelo», «Mírame a mí», «Valiente», «Sobre ruedas».
El 10 de diciembre de 2017 se estrenó la película del concierto en México por Disney Channel bajo el título Soy Luna: En Concierto - México

## Antecedentes
El 25 de septiembre del 2016 la protagonista de la serie, Karol Sevilla, confirmó en el programa de Susana Giménez la gira de conciertos de la serie, la cual comenzó el 24 de marzo de 2017 en el estadio Tecnópolis de Buenos Aires.
El espectáculo de la serie se presentó a lo largo de 11 países por Latinoamérica, realizando 44 funciones en 20 ciudades del continente. La primera etapa de la gira finalizó el 13 de mayo en la ciudad de Guayaquil.El 12 de junio se confirmó que la serie retomaría sus funciones en América Latina para presentarse por primera vez en Brasil el 30 de septiembre de 2017, siendo esta la última fecha de la gira.

## Lista de canciones
| América Latina (2017) |
| --- |
| 1. Intro 2. Alas (Karol Sevilla, Ruggero Pasquarelli, Michael Ronda, Valentina Zenere, Carolina Kopelioff, Agustín Bernasconi, Gastón Vietto, Katja Martínez, Malena Ratner, Jorge López, Ana Jara, Lionel Ferro & Chiara Parravicini) 3. Siempre Juntos (Karol Sevilla, Ruggero Pasquarelli, Michael Ronda, Valentina Zenere, Carolina Kopelioff, Agustín Bernasconi, Gastón Vietto, Katja Martínez, Malena Ratner, Jorge López, Ana Jara, Lionel Ferro & Chiara Parravicini) 4. Prófugos(Karol Sevilla, Ruggero Pasquarelli, Michael Ronda, Valentina Zenere, Carolina Kopelioff, Agustín Bernasconi, Gastón Vietto, Katja Martínez, Malena Ratner, Jorge López, Ana Jara, Lionel Ferro & Chiara Parravicini) 5. La Vida Es Un Sueño (Karol Sevilla) 6. Invisibles (Michael Ronda, Gastón Vietto & Ruggero Pasquarelli) 7. Sobre Ruedas (Karol Sevilla, Valentina Zenere, Carolina Kopelioff, Ana Jara, Chiara Parravicini, Malena Ratner & Katja Martínez) 8. Siento (Ruggero Pasquarelli) 9. Mírame A Mí (Valentina Zenere) 10. Eres (Karol Sevilla, Michael Ronda & Ruggero Pasquarelli) 11. Chicas Así (Valentina Zenere, Katja Martínez & Malena Ratner) 12. Valiente(versión acústica) (Michael Ronda & Karol Sevilla) 13. Linda (Michael Ronda, Gastón Vietto & Ruggero Pasquarelli) 14. Música En Tí (Karol Sevilla) 15. I´d Be Crazy (Ruggero Pasquarelli, Michael Ronda, Agustín Bernasconi, Jorge López, Lionel Ferro & Gastón Vietto) 16. A Rodar Mi Vida (versión acústica) (Chiara Parravicini, Ana Jara & Jorge López) 17. Fush, ¡Te Vas! (Katja Martínez, Valentina Zenere y Malena Ratner) 18. Tengo Un Corazón (Carolina Kopelioff) 19. Mitad y Mitad (Carolina Kopelioff y Agustín Bernasconi) 20. Qué Más Da (Karol Sevilla y Ruggero Pasquarelli) 21. Aquí Estoy (Ruggero Pasquarelli y Agustín Bernasconi) 22. Yo Quisiera (Michael Ronda) 23. Un Destino (Michael Ronda, Karol Sevilla, Lionel Ferro & Gastón Vietto) 24. Valiente (Karol Sevilla, Ruggero Pasquarelli, Michael Ronda, Valentina Zenere, Carolina Kopelioff, Agustín Bernasconi, Gastón Vietto, Katja Martínez, Malena Ratner, Jorge López, Ana Jara, Lionel Ferro & Chiara Parravicini) 25. Vuelo (Karol Sevilla, Ruggero Pasquarelli, Michael Ronda, Valentina Zenere, Carolina Kopelioff, Agustín Bernasconi, Gastón Vietto, Katja Martínez, Malena Ratner, Jorge López, Ana Jara, Lionel Ferro & Chiara Parravicini) 26. Siempre Juntos (Karol Sevilla, Ruggero Pasquarelli, Michael Ronda, Valentina Zenere, Carolina Kopelioff, Agustín Bernasconi, Gastón Vietto, Katja Martínez, Malena Ratner, Jorge López, Ana Jara, Lionel Ferro & Chiara Parravicini) 27. Alas (Karol Sevilla, Ruggero Pasquarelli, Michael Ronda, Valentina Zenere, Carolina Kopelioff, Agustín Bernasconi, Gastón Vietto, Katja Martínez, Malena Ratner, Jorge López, Ana Jara, Lionel Ferro & Chiara Parravicini) |

## Fechas del tour
| Fecha                    | Ciudad           | País           | Lugar                                | Núm. de Funciones |
| América Latina           | América Latina   | América Latina | América Latina                       | América Latina    |
| ------------------------ | ---------------- | -------------- | ------------------------------------ | ----------------- |
| 24 de marzo de 2017      | Buenos Aires     | Argentina      | Tecnópolis                           | 2                 |
| 25 de marzo de 2017      | Buenos Aires     | Argentina      | Tecnópolis                           | 2                 |
| 26 de marzo de 2017      | Buenos Aires     | Argentina      | Tecnópolis                           | 2                 |
| 28 de marzo de 2017      | Buenos Aires     | Argentina      | Tecnópolis                           | 1                 |
| 29 de marzo de 2017      | Buenos Aires     | Argentina      | Tecnópolis                           | 1                 |
| 31 de marzo de 2017      | Córdoba          | Argentina      | Orfeo Superdomo                      | 2                 |
| 1 de abril de 2017       | Córdoba          | Argentina      | Orfeo Superdomo                      | 2                 |
| 3 de abril de 2017       | Asunción         | Paraguay       | Jockey Club                          | 1                 |
| 5 de abril de 2017       | Salta            | Argentina      | Estadio Padre Ernesto Martearena     | 1                 |
| 7 de abril de 2017       | Santiago         | Chile          | Movistar Arena                       | 2                 |
| 8 de abril de 2017       | Santiago         | Chile          | Movistar Arena                       | 2                 |
| 9 de abril de 2017       | Santiago         | Chile          | Movistar Arena                       | 2                 |
| 11 de abril de 2017      | Tucumán          | Argentina      | Estadio Club San Martín              | 1                 |
| 13 de abril de 2017      | Montevideo       | Uruguay        | Estadio Centenario                   | 1                 |
| 15 de abril de 2017      | Rosario          | Argentina      | Hipódromo Parque de la Independencia | 2                 |
| 18 de abril de 2017      | Lima             | Perú           | Jockey Club                          | 1                 |
| 20 de abril de 2017      | Medellín         | Colombia       | Plaza de Toros La Macarena           | 1                 |
| 22 de abril de 2017      | Bogotá           | Colombia       | Centro de Eventos Autopista Norte    | 2                 |
| 23 de abril de 2017      | Cali             | Colombia       | Plaza de Toros Cañaveralejo          | 1                 |
| 25 de abril de 2017      | Barranquilla     | Colombia       | Colegio San José                     | 1                 |
| 29 de abril de 2017      | Ciudad de México | México         | Auditorio Nacional                   | 2                 |
| 30 de abril de 2017      | Ciudad de México | México         | Auditorio Nacional                   | 2                 |
| 1 de mayo de 2017        | Ciudad de México | México         | Auditorio Nacional                   | 2                 |
| 3 de mayo de 2017        | Monterrey        | México         | Auditorio Citibanamex                | 1                 |
| 4 de mayo de 2017        | Monterrey        | México         | Auditorio Citibanamex                | 1                 |
| 7 de mayo de 2017        | San José         | Costa Rica     | Estadio Nacional de Costa Rica       | 1                 |
| 9 de mayo de 2017        | Ciudad de Panamá | Panamá         | Centro de Convenciones Amador        | 1                 |
| 11 de mayo de 2017       | Quito            | Ecuador        | Estadio Olímpico Atahualpa           | 1                 |
| 13 de mayo de 2017       | Guayaquil        | Ecuador        | Estadio Modelo Alberto Spencer       | 1                 |
| 30 de septiembre de 2017 | São Paulo        | Brasil         | Citibank Hall                        | 2                 |

### Recaudaciones
| Fecha                    | Lugar                 | Ciudad            | Funciones | Entradas vendidas / Entradas disponibles | Recaudación |
| ------------------------ | --------------------- | ----------------- | --------- | ---------------------------------------- | ----------- |
| 29 de abril de 2017      | Auditorio Nacional    | Ciudad de México. | 6         | 76,936 / 76,936                          | $3,411,301  |
| 30 de abril de 2017      | Auditorio Nacional    | Ciudad de México. | 6         | 76,936 / 76,936                          | $3,411,301  |
| 1 de mayo de 2017        | Auditorio Nacional    | Ciudad de México. | 6         | 76,936 / 76,936                          | $3,411,301  |
| 3 de mayo de 2017        | Auditorio Citibanamex | Monterrey         | 2         | 13,273 / 13,308                          | $1,794,259  |
| 4 de mayo de 2017        | Auditorio Citibanamex | Monterrey         | 2         | 13,273 / 13,308                          | $1,794,259  |
| 30 de septiembre de 2017 | Citibank Hall         | São Paulo         | 2         | 14,420/ 16,340                           | $1,622,799  |